# Premi Sàkharov a la Llibertat de Consciència
El Premi Sàkharov a la Llibertat de Consciència, batejat així en honor del dissident i científic soviètic Andrei Sàkharov, va ser establert el desembre de 1985 pel Parlament Europeu per homenatjar persones o organitzacions que han dedicat les seves vides o accions a la defensa dels drets humans i de les llibertats.
El Premi Sàkharov és concedit cada any i entregat al voltant del 10 de desembre, dia en el qual es va firmar la Declaració Universal dels Drets Humans de les Nacions Unides.

## Guardonats
- 1988: Nelson Mandela (Sud-àfrica) i Anatoli Martxenko (URSS, pòstum)
- 1989: Alexander Dubček (Eslovàquia)
- 1990: Aung San Suu Kyi (Birmània)
- 1991: Adem Demaçi (Iugoslàvia)
- 1992: Organització Madres de la Plaza de Mayo (Argentina)
- 1993: Diari Oslobođenje (Bòsnia i Hercegovina)
- 1994: Taslima Nasrin (Bangladesh)
- 1995: Leyla Zana (Turquia)
- 1996: Wei Jingsheng (Xina)
- 1997: Salima Ghezali (Algèria)
- 1998: Ibrahim Rugova (Kosovo)
- 1999: Xanana Gusmão (Timor Oriental)
- 2000: Organització Basta Ya (Espanya)
- 2001: Nurit Peled (Israel), Izzat Ghazzawi (Palestina) i Dom Zacarias Kamwenho (Angola)
- 2002: Oswaldo Payá Sardiñas (Cuba)
- 2003: Organització de les Nacions Unides
- 2004: Associació Belarussa de Periodistes (Belarús)
- 2005: Damas de Blanco (Cuba), Reporters Sense Fronteres i Hauwa Ibrahim (Nigèria)
- 2006: Aliaksàndar Milinkèvitx (Belarús)
- 2007: Salih Mahmoud Osman (Sudan)
- 2008: Hu Jia (Xina)
- 2009: Memorial (Rússia)
- 2010: Guillermo Fariñas (Cuba)
- 2011: Asmaa Mahfouz (Egipte), Ahmed al-Senussi (Líbia), Razan Zaitouneh (Síria), Ali Farzat (Síria), Mohamed Bouazizi (Tunísia) (pòstum)[1]
- 2012: Jafar Panahi i Nasrin Sotoudeh (Iran)[2]
- 2013: Malala Yousafzai (Pakistan)[3]
- 2014: Denis Mukwege (República Democràtica del Congo)[4]
- 2015: Raif Badawi (Aràbia Saudita)[5]
- 2016: Nadia Murad Basee i Lamiya Aji Bashar (Iraq)[6]
- 2017: Leopoldo López i altres opositors veneçolans.[7]
- 2018: Oleg Sentsov (Ucraïna)[8]
- 2019: Ilham Tohti (Xina, poble uigur)[9]
- 2020: Oposició democràtica a Belarús.[10]
- 2021: Aleksei Navalni (Rússia)[11]
- 2022: Poble d'Ucraïna.[12]
- 2023: Mahsa Amini i el moviment Dona, Vida, Llibertat (Iran, poble kurd)[13]